# Русский гвардейский памятник (София)
Русский гвардейский памятник — памятник генералам В. В. Каталею и Д. А. Философову погибшим на территории Болгарии, в русско-турецкой войне 1877-78. Находится на бульваре Царигородское шоссе, в столице Болгарии — Софии, перед зданием Болгарского телеграфного агентства.
21 декабря 1877 года 3-я гвардейская пехотная дивизия преследовала турок, отходивших из Арабаконака, Шандорника и Ташкесена. В голове колонны шли начальник дивизии генерал-лейтенант Каталей и командир 1-й бригады генерал-майор Философов. У села Мирково, возле входа в Петричском ущелье арьергард отступающих турецких войск организовал хорошо замаскированную засаду. Подпустив русскую колонну на 700 шагов, турки открыли сильный ружейный огонь, направленный преимущественно на свиту командира дивизии. Генерал Философов был тяжело ранен, а генерал Каталей — убит на месте. Подобрав тело командира дивизии и вынеся раненого ген. Философова, свита уехала к пехоте, которая начала развертываться в боевой порядок. Раненый Философов умер в тот же день, в Орхание.
Гвардейский русский памятник построен в 1885 году на добровольные пожертвования военнослужащих 3-й гвардейской пехотной дивизии. В Софии стал известен как «Памятник русских генералов». В 1942 году был разрушен, по приказу фашистского болгарского офицера. В 1978 году памятник был полностью восстановлен.
После отстранения от власти Болгарской коммунистической партии в 1989 году ни одна государственная инстанция за монументом не ухаживала. Были украдены части металлических изделий, облицовки и другие. В 2007—2008 годах памятник был полностью отреставрирован. Необходимые средства были предоставлены Ассоциацией болгарских медий в мире, Национальным движением «Руссофилы», Русский фонд для мира — Москвы, «Руснефтехим Болканс» АД, сем. Мелик-Пашаеви и Стефан Шарлопов.
Торжественное открытие состоялось 19 февраля 2008 г. Приветственные речи произнесли Максим Минчев (Генеральный директор Болгарского телеграфного агентства), Енчо Москов (Председатель национального движения «Руссофилы»), Его Превосходительство Анатолий Потапов (посланник РФ в Болгарии), Его Превосходительство Кауко Янсен (посланник Финляндии в Болгарии) и другие. На открытии присутствовали также Настоятель Русской православной церкви в Софии Александр Корягин, председатель Союза офицеров и сержантов резерва ген. Стоян Топалов, директор русского культурно-информационного центра в Софии Владимир Иванов и другие.
На следующий день, 20 февраля 2008 цветы на памятник возложил лично президент Болгарии Георгий Пырванов.